# Le Teil

Le Teil este o comună în departamentul Ardèche din sud-estul Franței. În 1 ianuarie 2022 avea o populație de 8.812 de locuitori.